# Monique Boussart
Monique Boussart (* 10. November 1937 in Uccle/Ukkel) ist eine Literaturwissenschaftlerin.
Boussart war bis Oktober 2000 Professorin für deutsche Sprache und Literatur an der Université libre de Bruxelles. Vorlage für ihr 1970 erschienenes Buch Alfred Döblin. Seine Religiosität in Persönlichkeit und Werk war ihre 1967 an der Université libre de Bruxelles angenommene Dissertation. Der Literaturwissenschaftler Armin Arnold urteilte, die Arbeit weise „das Niveau und den Umfang einer deutschen Habilitationsschrift“ auf. Indem sie Döblins geistig-religiöse Entwicklung „sorgfältig und behutsam analysiert, leistet die Autorin den bis dahin gewichtigsten Beitrag zum Verständnis von Döblins Werk.“ 2005 gab Boussart den dritten Band der Werkausgabe von Jean Améry heraus.
Sie ist emeritiertes Mitglied der Académie royale des Sciences, des Lettres et des Beaux-Arts de Belgique (Classe des Lettres et des Sciences morales et politiques).